# سيمون لاين
سيمون لاين (بالإنجليزية: Simon Line)‏ (1 نوفمبر 1971 بيورك في المملكة المتحدة - ) هو مدرب كرة قدم ولاعب كرة قدم بريطاني في مركز الهجوم. لعب مع كريستال بالاس ونادي برينتفورد.